# ラッセルクサリヘビ
ラッセルクサリヘビ（Daboia russelii）は、爬虫綱有鱗目クサリヘビ科Daboia属に分類されるヘビ。Daboia属の模式種。

## 分布
インド、パキスタン、スリランカ、ネパール、バングラデシュ
模式標本の産地（基準産地・タイプ産地・模式産地）は、コロマンデル海岸（インド）。

## 形態
全長は平均で120センチメートルで、最大で166センチメートルの記録がある。体色は褐色、黄褐色など変異が大きい。胴体には暗色の鎖状の斑紋が入る。
頭部は三角形で、尾は短い。

### 毒
本種の毒はクサリヘビの中でも特に強烈で、人間にとっても致命的。毒性は出血毒および神経毒で咬まれると強烈な痛みでもがき苦しむことになる。
また、出血毒の作用から、助かっても後遺症が残る場合が多く、手足の切断に至るケースも少なくない。そのため、現地ではもっとも恐れられているヘビの一つである。

## 分類
以前はDaboia属は本種のみで構成されていた（ラッセルクサリヘビ属）。2001年にミトコンドリアDNAのシトクロムbと16S rRNA分子系統推定からMacrovipera mauritanica・M. deserti（M. mauritanicaに含む説もある）・パレスチナクサリヘビVipera palaestinaeが本種と単系統群を形成するという解析結果が得られ、これらの種をDaboia属に含む説が提唱された。
2007年にミトコンドリアDNAシトクロムbなどの分子系統推定から亜種D. r. siamensisとされていたベンガル湾以東の個体群（インドネシア、カンボジア、タイ、中華人民共和国、台湾、ミャンマー）を、遺伝的距離が大きいとして独立種D. siamensisに分割する説が提唱された。

## 生態
草原や農地など、比較的開けた湿気の少ない土地に生息する。夜行性だが、涼しい場合は日中でも活動する。動きは緩怠だが、突発的に素早く動くこともできる。幼蛇は特に神経質である。危険を感じると体を膨らませ、噴気音をあげて威嚇する。
食性は動物食で、主にネズミを食べる。他に小型爬虫類、陸生のカニ、サソリなども捕食する。幼蛇はトカゲなどを好み、成長するにつれてげっ歯類食に特化する。餌のネズミやトカゲを追って、人家付近や畑にも入り込む。そのため人間と接触する機会が多く、分布域の広さや攻撃的な性格も相俟って噛まれる被害は後を絶たない。
繁殖様式は胎生。1回に20 - 63頭の幼蛇を産む。

## 人間との関係
1980年、滋賀県の国道306号の鞍掛峠から彦根市の間の多賀町佐目付近の路上でラッセルクサリヘビが発見された。後にヘビは、暴力団員がタイから拳銃を密輸した際に使用、ドライアイスで殺処分して遺棄したものの一部が蘇生したことが判明した。遺棄したヘビにはコブラも含まれており、大規模な山狩りが行われた後に安全宣言が出された。
1984年にインドの個体群がワシントン条約附属書IIIに掲載された。
インドでは四大毒蛇として恐れられている。ちなみに他の三種は、カーペットバイパー、インドコブラ、インドアマガサである。この種はインドにおいて他のどのヘビ種よりも多くの死者を出しており、年間推定25,000人が死亡している。
インドでヘビによる咬傷を包括的に分析した2020年の研究によると、インドにおけるヘビ咬傷の43％はラッセルクサリヘビによるもので、次いでアマガサヘビ（18%）、コブラ（12%）、ヒプナレマムシ（4%）、カーペットバイパー（1.7%）、ミズヘビ（0.3%）となっている。残り（21%）は種が不明であった。

## 画像

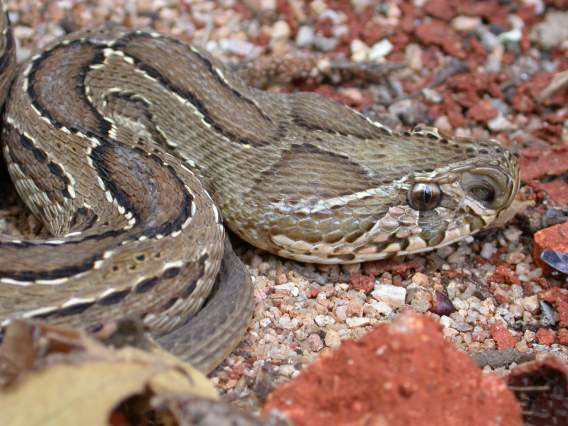
頭部